# Last Window: El secreto de Cape West
Last Window: El secreto de Cape West, conocido en Japón como Last Window: Mayonaka no Yakusoku (ラストウィンドウ 真夜中の約束 lit. Last Window: Promesa de medianoche?), es una aventura gráfica desarrollada por Cing y publicada por Nintendo para la consola de videojuegos portátil Nintendo DS. Es la secuela de Hotel Dusk: Room 215 y tiene lugar un año después de esos eventos. Está ambientada en Los Ángeles de 1980, en Cape West Apartments. La historia trata sobre un nuevo misterio en una nueva ubicación, pero también profundiza en algunas preguntas sin respuesta del pasado de Kyle Hyde. Last Window fue el último videojuego desarrollado por Cing antes de que la empresa se declarara en quiebra el 1 de marzo de 2010. A diferencia de su predecesor, nunca se lanzó en Norteamérica.

## Jugabilidad
En este videojuego la consola se sostiene de lado, de forma similar a un libro. Como en toda aventura tenemos una extensa colección de objetos que, no sólo podremos usar y enseñar al resto de personajes, sino "combinar", novedad respecto a la primera parte. Es posible interactuar con cada una de las cosas que nos encontremos, si bien algunas serán meros detalles y otros no pasarán de simpáticas curiosidades, como el televisor, que ahora consta del doble de canales y con programación cambiante.
Se avanzará en la historia respecto a una trama principal que no permite muchas variaciones, esto es, el jugador está limitado a veces a seguir rutas de acción únicas. Al concluir cada capítulo se desbloqueará otro en la "novela". Además, antes de terminar cada uno, entramos en una fase "recordatorio" donde repasaremos lo acontecido, como ocurría en otra entrega de Cing, Another Code.
La interacción con otros personajes es crucial para comprender la trama y avanzar en esta, pudiendo también averiguar ciertos detalles si elegimos unos diálogos u otros. Pero cuidado, como en la entrega anterior, ciertas acciones, y no sólo en diálogos, pueden hacer que acabemos en una pantalla "Game over"

### Detalles
Respecto a la anterior entrega el juego se presenta más complejo, con escenarios más extensos y tramas más elaboradas, y como mejora con respecto a su predecesor, varios puzles permiten ahora diferentes soluciones alternativas. Además el diseño de Hyde es ahora más estilizado, si bien mantiene todo su carácter, semejanza y carisma.
Se han añadido funciones como la "novela", nueva característica que nos presenta un libro que narra la historia del juego en formato literario y cuyo contenido puede verse modificado por nuestras acciones en la trama. Al final de cada uno de estos capítulos se presenta un sobre marcado como confidencial que contiene información sobre Kyle.
Sin embargo no es recomendable abrirlos, al menos en la primera experiencia de juego, pues se pierde la oportunidad de desbloquear el minijuego del billar. Además del anterior, otro minijuego se une a esta nueva entrega, desbloqueable al acabar el juego o que se entrega al jugador a cambio de un tapón premiado de la máquina de refrescos, un juego al estilo Game & Watch de Pinkie Rabbit.
Las melodías de la entrega anterior también están presentes en esta, si bien han sido editadas y aparecen otras nuevas. Todas ellas disponibles para escuchar en la cafetería o en la función "novela" siempre que se hayan escuchado antes en el juego.
También en el apartado artístico destacar la animación rotoscópica, la misma técnica usada en Hotel Dusk. Esta técnica requiere mucho esfuerzo y se puede ver un interesante documental sobre ella y la creación de los personajes de Last Window en la sección "Entre bastidores" de la web oficial. Frente al diseño de estos, todos los escenarios se presentan en tres dimensiones.

## Argumento

### Introducción
La historia comienza con el regreso de Kyle a Los Ángeles de los 80, un año después de su estancia en el Hotel Dusk. Ed, en una discusión con Hyde, le despide. Justo antes de dejarnos ver la acción también se ve como una elegante y sospechosa mujer con sombrero y gafas oscuras sale del edificio en plena noche, cruzándose con el protagonista. Una vez que comienzan los acontecimientos jugables, Kyle se entera de que además ha de desalojar su apartamento, pues la señora Patrice, dueña del bloque, ha decidido venderlo a un intrigante comprador que planea demolerlo, pero haciendo mucho hincapié en si la cuarta planta del edificio permanece intacta. Esta planta no pudo ser remodelada cuando Patrice adquirió el lugar y aún permanece tal y como estaba hace 13 años, cuando todo aquello era un hotel. Hotel en el que, por cierto, quedaron algunos misterios por resolver. Para añadirle más al asunto, Kyle recibe un encargo como los que le llegaban a través de Ed diciéndole que debe encontrar un objeto perdido hace años, la "Estrella Roja". De alguna manera eso está relacionado con el antiguo hotel.

### 1955
Los apartamentos Cape West fueron construidos en 1950 como un hotel, el Hotel Cape West y su dueño y gerente era Michael McGrath. En la superficie, el hotel era un lugar exquisito, aunque era tapadera de la sede principal de Cóndor, una subsidiaria del sindicato criminal Nile. Cóndor se especializaba particularmente en el robo y tráfico de joyas caras y fue dirigido por el ex-saxofonista George Patrice, el difunto esposo de Margaret Patrice, amigo de McGrath y empleado del hotel. El intercambio de bienes se llevaba a cabo durante las fiestas que se realizaban en el hotel con frecuencia. Las joyas no se vendían en la fiesta en sí, sino en una habitación secreta escondida entre el cuarto piso y la azotea del hotel, accesibles a través del ascensor del edificio.
Chris Hyde decide dejar su trabajo como abridor de cajas fuertes, pero no antes de hacer un último trabajo. El padre de Hyde se aventura en el Hotel Cape West, donde abre una caja fuerte. En ella, se encuentra el famoso diamante “Estrella Roja”. Justo cuando Chris Hyde la tiene en sus manos, el gerente, Michael McGrath entra en la habitación, su oficina, le apunta con la pistola y dispara, matando al padre de Hyde en el acto. El diamante se cae de su mano. El cuerpo aparece tres días después en un aparcamiento de una calle de Los Ángeles. La policía cierra el caso, que se queda sin resolver y Hyde junto a su madre dejan la ciudad para mudarse a Nueva York.

### 1967
En el año 1967, el Hotel Cape West cerró. McGrath celebró una fiesta de clausura en el último día del hotel. Sin embargo, la fiesta terminó en tragedia cuando la esposa de McGrath, Kathy, fue asesinada por envenenamiento por George Patrice. Su cuerpo fue descubierto por Peter Rivet y Mike Porter, marido y hermano respectivamente de Marie Rivet, que eran empleados del hotel. Más tarde, Michael escribe en su diario que se siente responsable de la muerte de su esposa, ya que había matado a Chris Hyde 12 años antes.

### Presente (1980)
Margaret Patrice compró el antiguo hotel justo después de la muerte de su esposo utilizando el dinero que le había dejado. Con la compra, esperaba mantener en secreto los negocios poco fiables de su marido. Convirtió el hotel en apartamentos, llamando al edificio Cape West Apartments. Renovó cada piso del edificio, a excepción del cuarto piso, que permaneció en el mismo estado que tenía cuando era un hotel. Patrice instaló una puerta cortafuegos a las afueras del corredor y prohibió a los inquilinos acceder al piso, aparte de Dylan Fitchar, a quien le asignó realizar tareas de llaves de mantenimiento en cada habitación.
Tras recibir el encargo misterioso sobre la “Estrella Roja” después de ser despedido por Ed, Hyde se lo comenta a su exjefe, que le quita importancia y le dice que se olvide de él. Aun así, Hyde no puede parar de pensar en el encargo. Tras tener varias conversación con su madre y con Rachel, Hyde se entera de que un tipo llamado Rex Foster anda preguntando por él. En el encuentro con Rex en el restaurante Lucky’s Café, Hyde se entera de que Foster sabía que era un exdetective y empieza a interrogarlo para saber qué es lo que busca sin éxito. Finalmente se da a entender que Foster había estado rastreando a Marie durante bastante tiempo, ya que una foto de Marie en el funeral de su difunto hermano Mike Porter mostraba a un Rex más joven al acecho en el fondo. Las compañías de seguros sospechaban de Marie, ya que tanto su hermano como su esposo habían muerto en accidentes automovilísticos similares, pero lo que no sabían era que habían trabajado para Nile, que orquestó sus muertes una vez que se cumplieron sus propósitos.
El edificio finalmente fue demolido a fines de 1980 o principios de 1981.

## Personajes
Nota: Las descripciones de los personajes serán escuetas y basadas en las primordiales que da el juego, a fin de no desvelar muchos detalles sobre la trama.
- Kyle Hyde: Este personaje es el protagonista y se encarga de hacernos ver la historia a través de sus ojos con sus comentarios ácidos y acciones agudas. Un año después de la trama vivida en Hotel Dusk: Room 215 se encuentra al volver a los Ángeles con que es despedido de su trabajo y que tiene que abandonar su verdadera casa, el apartamento 202 del edificio Cape West. Además de empezar a interesarse más por sus vecinos y verse implicado en ciertas situaciones con estos, recibe un extraño encargo, encontrar "la Estrella Roja" desaparecida en el antiguo hotel. Kyle fue policía de Nueva York hasta que se retiró por ciertos motivos. Tras esto se hizo vendedor a domicilio bajo las órdenes de un amigo de su padre, Ed. (Nota: Para comprender y saber más sobre el pasado de Kyle se recomienda jugar la entrega anterior del juego. Y para hacer lo propio sobre el juego presente se recomienda abrir los sobres marcados como confidencial en la función "novela", siempre que al jugador no le importe perder el contenido desbloqueable al final o que haya conseguido aquel la primera vez que juegue.)

- Ed Vincent: El jefe de Hyde reaparece en esta entrega. Al principio del juego despide a Kyle tras haberse pasado un tiempo sin dar señales de vida. Descubrió el cadáver de Chris Hyde y era gran amigo suyo.

- Rachel: La secretaria de Ed sigue trabajando en Red Crown y tratando de forma habitual con Kyle también en esta entrega. Aguda, perspicaz y agradable. Es la única mujer en la que Kyle confía plenamente.

- Mila Evans: La misteriosa chica de la anterior entrega reaparece. Le regaló a Kyle una hucha de Pinkie Rabbit y gusta de visitarle de vez en cuando. Ahora estudia bellas artes en Seattle.

- Betty Meyer: Inquilina del 203 que trabaja en una boutique. De carácter agradable, muy amigable con todos. Tony tiene cierto interés en ella, aunque siempre lo rechaza. También se lleva bien con Charles.

- Charles Jeunet: Inquilino del 305. Es un estudiante, proveniente de Francia, y desea ser director de cine. Le gusta la fotografía. Detesta que la gente se olvide de su nombre.

- Claire Reagan: La agradable hija del dueño del Lucky's Café. Trabaja en el negocio familiar.

- Sidney Reagan: Padre de Claire y dueño del Lucky's. Un buen hombre que considera imprescindible y bueno para el negocio tratar con los clientes y aprender sus gustos.

- Dylan Fitchar: El manitas del edificio, encargado del mantenimiento de éste. Le gustan los minerales y los insectos disecados. Suele meter siempre las narices donde no le llaman, y por esta razón, más adelante se descubre que en realidad es agente de Nile. Vive en el 304.

- Frank Raver: Este inquilino del 302 tiene la costumbre de pasear por las noches en su apartamento, cosa que desvela a Hyde. También pasea por el edificio con su grabadora.

- Rex Foster: Misterioso personaje que no muestra sus intenciones y anda merodeando por el edificio. Sabe mucho de los inquilinos y a Kyle le inquieta que también conozca sobre su pasado.

- Tony Wolf: Este músico casi fracasado y cara dura vive en el 201. A veces tiene exceso de camaradería y suele andar pidiendo dinero para saldar sus deudas, pero no llega a ser un mal tipo. (Nota: Personaje interpretado por el cantante Ninezero)

- Will White: Vendedor que apenas pisa los apartamentos y que reside en el 306. Es buen vendedor, aunque a veces tiene la lengua muy larga e irrita a Kyle. Su verdadero nombre es Will McGrath, y es hijo del ex-gerente del Hotel Cape West, Michael McGrath, y utilizó un nombre falso para alquilar un apartamento para investigar el pasado del hotel para descubrir la verdad sobre los Patrice y vengar la muerte de su madre.

- Marie Rivet: Inquilina del 206 que se muda sola a los apartamentos tras la muerte de su marido, Peter Rivet. Es una mujer joven, seria y formal a la que siempre rodea un aura de tristeza y misterio. Su hermano y su marido trabajaban en el hotel antes de su clausura 13 años atrás. Ambos murieron en accidentes semejantes. Tras haber cobrado una gran suma por la muerte del primero, los del seguro investigan sus pasos, sospechando un fraude, a fin de que no cobre el seguro de su marido.

- Margaret Patrice: Hace años decidió enfrentarse por sí sola al reto de remodelar el hotel y convertirlo en un edificio de apartamentos. Los inquilinos llaman a esta formal señora que antaño fue corista señora Patrice.

- George Patrice: Difunto músico marido de la señora Margaret Patrice. Sospechoso del asesinato de Kathy McGrath.

- Michael McGrath: El propietario del antiguo hotel Cape West. Perdió a su mujer durante la fiesta de clausura del mismo.

- Kathy McGrath: La esposa del director del antiguo hotel Cape West murió envenenada hace 13 años.

- Mike Porter: El difunto hermano de Marie que hace 13 años descubrió el cadáver de la señora McGrath.

- Peter Rivet: El marido de Marie murió en un accidente de tráfico medio año atrás. Empleado del antiguo hotel, descubrió el cadáver de la señora McGrath.

- Chris Hyde: El padre de Kyle. Fue asesinado hace 25 años. Forzaba cajas fuertes.

- Jeanie Hyde: La madre de Kyle es enfermera en nueva Jersey. Esporádicamente habla con su hijo por teléfono.

- Hugh Speck: El antiguo jefe de Ed en la policía de los ángeles se presenta ahora a las elecciones de alcalde.

## Crítica
Se destaca siempre un deslumbrante y completo apartado artístico, alabando también la complejidad de las tramas y el desarrollo de los personajes. Por otra parte, también se indica como parte negativa lo lineal de la jugabilidad y la cierta falta de renovación respecto a su anterior entrega.

### Valoración
Algunas de las puntuaciones que ha recibido son un 7.5 sobre 10 en IGN, un 9 sobre 10 por parte de los usuarios de Gamespot, un 8 sobre 10 del análisis de Meristation frente al 9.1 que le otorgan los usuarios de la página, y un porcentaje de 82.67 en Game Rankings